# Holstebro Avis
Holstebro Avis, grundlagt 1851, var et dansk dagblad, der blev udgivet frem til 1962. Avisen var ejet og udgivet af redaktør G. Lund fra 1851 til 1879, fra 1879 til 1915 af Red. V. F. Welsch og fra 1915 til 1920 af A/S Holstebro Avis med en kapital på 30.000 kr. blandt andet ledet af proprietær A. M. Berg. Fra 1920 til 1921 var avisen ejet og udgivet af A/S Den Konservative Presse i Ringkøbing Amt med en kapital på 45.000 kr. blandt andet ledet af P. Olufsen, fra 1922-1925 af Red. Haagensen, fra 1925-1945 af Ringkøbing Amts konservative Blade (RAKOB) .

## Historie
Bladet blev i sin begyndelse opfattet som beskedent og farveløst, men vandt efterhånden indpas i byen. Holstebro Avis fik politisk farve og hørte i 1880'erne til blandt de stridbareste højreblade. Dette skete efter at bladet fastansatte dyrlæge Welsch. Den konservative avis gjorde den til byens avis og i mindre grad landdistriktets avis, hvilket medførte at avisens ikke havde en særlig stor vækst. Avisen var præget af økonomiske problemer og modtog blandt andet støtte fra partiet. I 1946 blev det besluttet at Holstebro Avis skulle indgå i en konservativ bladkoncentration for hele amtet, som forseglede isolationen fra det bredere publikum .

## Navnevarianter
- Holstebro Avis (1851-1962)